# Женщина в зелёном
«Женщина в зелёном» (англ. The Woman in Green, 1945) — американский художественный фильм Рой Уильяма Нейла, одиннадцатый из серии фильмов посвященных приключениям Шерлока Холмса и доктора Ватсона с участием Бэйзила Рэтбоуна, Найджела Брюса.

## Сюжет
Убиты четыре молодых женщины. У всех жертв был отрублен указательный палец. Инспектор Грегсон просит помочь в расследовании Холмса и Ватсона.
Грегсон и Холмс обсуждая дела за виски с содовой в «Pembroke House», увидели сэра Джорджа Фенвика сидящего с привлекательной молодой женщиной.
Сэр Джордж Фенвик, после романтической ночи со своей подругой Лидией Марлоу, просыпается в «Edgeware Road», в неизвестной ему комнате. Он винит себя в убийствах, так как находит у себя в кармане женский указательный палец. Временная потеря памяти сэром Джорджем Фенвиком является результатом действия гипноза и частью коварного плана профессора Мориарти. Гипнотизёром оказалась подруга сэра Джорджа Лидия Марлоу. Профессор Мориарти шантажирует сэра Джорджа Фенвика.
Дочь сэра Джорджа приходит к Холмсу и Ватсону. За ней следят приспешники Мориарти. Она рассказывает Холмсу и Ватсону, что видела как её отец что-то закапывал в саду. Это оказался указательный палец.
Фенвик был обнаружен мёртвым, очевидно, он был убит кем-то, чтобы заставить его молчать. В его руке были зажаты спички из ресторана, где Холмс и Грегсон видели его с женщиной в зелёном. Холмс догадывается, что это дело рук профессора Мориарти, который должен был быть повешен в Монтевидео, но остался жив.
Ватсона срочно вызывают к больной женщине. Он оставляет Холмса и минутой позже в комнате появился Мориарти. После ухода Мориарти прибыл Ватсон. Холмс замечает открытое окно в соседнем пустующем доме и просит Ватсона сходить туда.
Внутри пустого дома Ватсон, видит как снайпер стреляет в Холмса. Однако Холмс появляется в том же доме, и поясняет, что он поставил бюст Юлия Цезаря. Инспектор Грегсон забирает снайпера, который оказался загипнотизированным бывшим солдатом. Однако солдат исчезает из полиции и появляется уже умирающим на пороге дома Холмса.
Холмс понимает, что план Мориарти включает в себя:
1. убийство женщин и отрезание их указательного пальца;
2. заставить поверить одинокого богатого мужчину, что это он совершил преступление;
3. используя поддельные улики шантажировать их;
4. жертва слишком напугана, чтобы пытаться выяснить правду.

Холмс подружился с Лидией, которую он ещё ранее видел с сэром Джорджем в ресторане, и подозревал, что она в сговоре с Мориарти. Она приглашает его в свой дом, где он подвергается гипнозу. Мориарти входит и просит Холмса, чтобы он написал записку самоубийцы (что он и делает), выйти из квартиры Лидии и пройтись по парапету, что должно было привести к его смерти.
В этот момент появляются Ватсон и полиция и арестовывают преступников. Как оказалось, Холмс не был загипнотизированным. Мориарти, убегая от полиции, падает с большой высоты.

## Характерные особенности
- Фильм основан на произведении Артура Конан-Дойля «The Adventure of the Empty House».

## Дополнительные факты
- Профессор Мориарти уже погибал в других, более ранних фильмах серии («Приключения Шерлока Холмса» и «Шерлок Холмс и секретное оружие»).
- Многие фанаты и критики считают, что Джордж Зукко в роли Мориарти («Приключения Шерлока Холмса») был лучше Генри Даниэля, однако Бэйзил Рэтбоун утверждал, что толкование образа Мориарти Даниэлем было более виртуозно[1].
- Герой профессора Мориарти не фигурирует в каких-либо фильмах о Холмсе до фильма 1976 года «The Seven Percent Solution» (en:The Seven-Per-Cent Solution)[1].
- Это был последний фильм этой серии, сценарий к которому писал Бертрам Миллхаузер[1].

## В ролях
- Бэзил Рэтбоун / Шерлок Холмс
- Найджел Брюс / доктор Ватсон
- Хиллари Брук (англ. Hillary Brooke) / Лидия Марлоу
- Генри Дэниелл / профессор Мориарти
- Пол Кэвэна / Сэр Джордж Фенвик
- Мэтью Бултон (англ. Matthew Boulton) / инспектор Грегсон
- Фредерик Ворлок (англ. Frederic Worlock) / Онслоу
- Мэри Гордон (англ. Mary Gordon) / госпожа Хадсон
- Ева Амбер (англ. Eve Amber) / Мод Фенвик
- Том Брайсон (англ. Tom Bryson) / Уильямс
- Салли Шеперд (англ. Sally Shepherd) / Крэндон
- Персиваль Вивиан (англ. Percival Vivian) / д-р Саймнел
- Олаф Хутер (англ. Olaf Hytten) / Норрис
- Гарольд де Беккер (англ. Harold de Becker)
- Томми Хьюз (англ. Tommy Hughes)
- Билли Бивен (англ. Billy Bevan) / уличный коробейник

## Создатели фильма
- Компания / Юниверсал
- Продюсер / Рой Уильям Нейл
- Режиссёр / Рой Уильям Нейл
- Сценарист / Бертрам Миллхаузер (англ. Bertram Milhauser)
- Оператор / Вирджил Милле (англ. Virgil Miller)
- Редактор / Эдвард Кертисс (англ. Edward Curtiss)
- Композитор / Марк Левант (англ. Mark Levant)
- Арт-директор / Джон Гудман (англ. John B. Goodman)
- Арт-директор / Мартин Oбзина (англ. Martin Obzina)
- Декоратор / Рассел Гасман (англ. Russell A. Gausman)
- Декоратор / Тед фон Хемерт (англ. Ted Von Hemert)
- Спецэффекты / Джон Фултон (англ. John P. Fulton)
- Костюмер / Вера Вест (англ. Vera West)